# 26495 Eichorn
26495 Eichorn è un asteroide della fascia principale. Scoperto nel 2000, presenta un'orbita caratterizzata da un semiasse maggiore pari a 2,4330641 UA e da un'eccentricità di 0,1403048, inclinata di 5,35174° rispetto all'eclittica.